# Йенссен, Николас (футболист, 2002)
Николас Пигнатель Йенссен (норв. Nicolas Pignatel Jenssen; род. 12 января 2002) — норвежский футболист, защитник клуба «Стабек».

## Клубная карьера
Йенссен — воспитанник клуба «Стабек». 20 июня 2019 года в поединке Кубка Норвегии против «Альта» Николас дебютировал за основной состав. 1 июля в матче против «Стрёмгодсета» он дебютировал в Типпелиге.